# Gaius Julius Civilis
Gaius Julius Civilis byl vůdcem Batávského povstání proti Římanům v letech 69-70. Jediným zdrojem o jeho životě je Tacitův popis povstání. Julius Civilis byl podle něj Batavem, římským občanem a velitelem pomocných batávských oddílů v římských legiích, který se vzbouřil proti Vespasianově snaze udělat z Batávů klíčovou vojenskou sílu ve svém zápase o římský trůn, který po Nerově (potažmo Galbově a Othově) smrti sváděl především s Vitelliem (viz též rok čtyř císařů). Civilis nejdříve předstíral, že je Vespasiánovým stoupencem, a že bojuje proti Vitelliovi. Po Vitelliově porážce však vyvolal vzpouru na území odpovídající zhruba dnešnímu území Nizozemska a vyhlásil Galskou říši, přičemž se k němu přidaly kmeny Frísů, Kaninefátů a také germánské kmeny pocházející z východního břehu Rýna. Povstalci ničili římské pevnosti na Rýnu a římská sídliště, vypálena byla například Vetera. Někteří z římských vojáků byli nuceni přísahat věrnost novému režimu a jiní byli masakrováni. Vespasianus proti Juliu Civilovi poslal deset legií, v jejichž čele stál Quintus Petilius Cerialis. Ten začal revoltu tvrdě potlačovat, zároveň ale poraženým vždy nabídl výhodný mír, takže se mu povstalce podařilo rozdělit. Sám Civilis byl poražen v bitvě u Trevíru. Poté ho Carialis přiměl k jednání. Podle všeho Civilis přijal relativně výhodný mír a nebyl popraven, ale zdroje to potvrzující chybí. Je známo jen to, že Batávové se opět podřídili Římu a ten měl oblast dnešního Nizozemska pak pod kontrolou další dvě století.